# Tongcheng
Tongcheng (桐城市S, TóngchéngP) è una città-contea della Cina, situata nella provincia dell'Anhui.